# Joaquín López-Dóriga

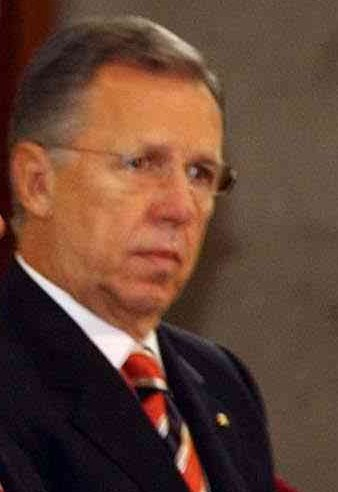
Joaquín López-Doriga

Joaquín López-Dóriga Velandia (Madrid, 7 februari 1947) is een Spaans-Mexicaans journalist en presentator.
López-Dóriga is geboren in Spanje, maar verhuisde op jonge leeftijd naar Mexico en is genaturaliseerd Mexicaans staatsburger. Hij begon op 18-jarige leeftijd als journalist bij de krant El Heraldo de México en twee jaar later werd hij co-presentator van het nieuwsprogramma 24 Horas van Jacobo Zabludovsky.
Tegenwoordig is López-Dóriga nieuwslezer bij het avondnieuws van Televisa, journalist voor de krant Milenio en heeft hij zijn eigen radioprogramma dat het best beluisterde van Mexico is. López-Dóriga is sinds 1988 directeur van het Mexicaans televisie-instituut en heeft zitting in de Nationale Mensenrechtencommissie.